# 小野功司
小野 功司（おの こうじ）は日本で活動する俳優である。神奈川県・藤沢市出身。元劇団四季所属。

## 来歴
20歳のときにブロードウェイミュージカル『CHICAGO』を観て衝撃を受け、ミュージカル俳優を志す。東京ディズニーランドのダンサーとして1年間経験を積んだあと、2008年に劇団四季に入団。『ライオン・キング』『コーラスライン』『ウエストサイドストーリー』など人気ミュージカルに多数出演。2018年12月に11年間在籍していた劇団四季を退団。2019年より、ブロードウェイでの俳優デビューを目ざし、アメリカ・ニューヨークでの活動をスタート。

## 出演作品
- 『人間になりたがった猫』アンサンブル
- 『ジーザス・クライスト・スーパースター』兵士
- 『ウエストサイドストーリー』ニブルス
- 『ミュージカル南十字星』アンサンブル
- 『アイーダ』アンサンブル
- 『エビータ』アンサンブル
- 『夢から醒めた夢』アンサンブル
- 『ガンバの大冒険』ツブリ・忠太の父
- 『異国の丘』杉浦
- 『コーラスライン』ダン
- 『桃次郎の冒険』犬
- 『ジョン万次郎の夢』外様大名
- 『クレイジーフォーユー』ワイアット
- 『ガンバの大冒険』ヨイショ
- 『ライオンキング』アンサンブル
- 『贄姫と獣の王〜the KING of BEASTS〜』アンサンブル[1]